# جيمس دويل الثاني
جيمس دويل الثاني هو سياسي أمريكي، ولد في 16 فبراير 1972. نشط حزبياً في الحزب الديمقراطي. وقد انتخب عضو مجلس ولاية رود آيلاند ‏.